# Джузеппе Марія Боскі

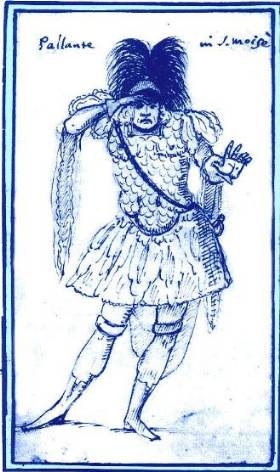
Шарж на Боскі, рисунок Антоніо Занетті, 1709—1712

Джузе́ппе Марі́я Бо́скі (італ. Giuseppe Maria Boschi; 1695, Неаполь або Вітербо — 1744) — італійський бас-співак (за сучасними термінами — баритон) XVIII століття. Найбільше відомий за співпрацею з композитором Георгом Фрідріхом Генделем. Виступав на оперних сценах Італії, Дрездена, Лондона. На початку XVIII століття входив до числа найвиразніших представників італійської вокальної школи. З 1698 року одружений з контральто Франческою Ваніні, талановитою співачкою та визнаною виконавицею оперних вистав.

## Музична кар'єра

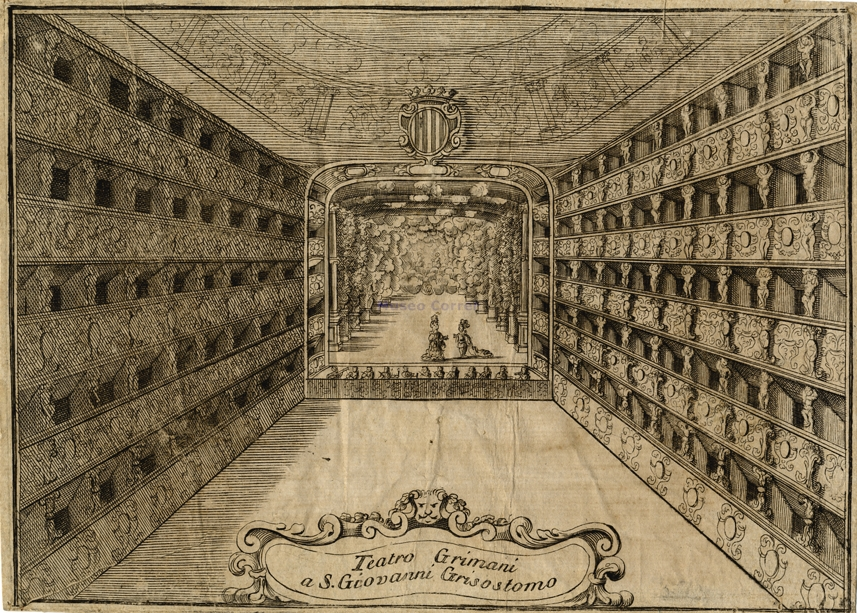
Інтер'єр театру «Сан Джованні Ґрізостомо» на час прем'єри опери Генделя Агрипина 1709 року за участю Дж. Боскі, гравюра Вінченцо Марія Коронеллі

Джузеппе Боскі з раннього дитинства співав у хорі хлопчиків собору Св. Марка у Венеції.
Протягом першого десятиріччя XVIII століття виступав у Казале-Монферрато, Віченці, Феррарі, Болоньї, Відні. З 1706 року виступав у Венеції в театрах «Сан-Кассіано» і «Сан-Джованні Ґрізостомо» у творах італійських композиторів Франческо Ґаспаріні, Антоніо Лотті. У грудні 1706 року в театрі «Сан-Кассіано» він разом з Франческою Ваніні-Боскі та Доменіко Чеккі співав у світовій прем'єрі опери Франческо Гаспаріні «Flavio Anicio Olibrio». 1709 року він вперше зустрівся з Генделем в опері «Aci, Galatea e Polifemo», граючи Поліфема. Там, у Венеції під час Венеційського карнавалу в театрі «Сан Джованні Ґрізостомо» 26 грудня 1709 року відбулася прем'єра другої італійської опери Генделя «Агріппіна», у якій Боскі виконав роль вільновідпущеника Палланте, а дружина Франческа Ваніні-Боскі співала партію Отона. Лібрето опери Вінченцо Грімані стало одним з найкращих серед тих, які Гендель поклав на музику. Ця опера мала настільки великий успіх у публіки, що витримала аж 27 послідовних вистав.. 

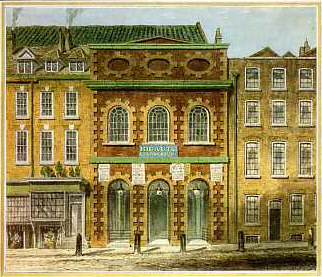
Театр Його Величності на вулиці Геймаркет; акварель Вільяма Капона

1910 року Боскі дебютував у Лондоні в «Театрі Його Величності» в опері Франческо Манчіні «L'Idaspe fedele o Hydaspes». Наступного року виконав партію Арганте у приголомшливому шедеврі Генделя «Рінальдо» у її першому виконанні. У цій опері в ролі Гоффредо співала і його дружина. Після 1711 року Боскі повернувся до північної Італії, де виступав у Венеції, Вероні, Болоньї та Генуї. Восени 1713 року він співав у театрі «Сан-Джованні Грізостомо» у творах композиторів Карло Франческо Полларолло та Антоніо Лотті, які домінували на венеційських сценах, запрошуючи співаків світової слави. Коли в липні 1717 року Лотті отримав дозвіл поїхати до Дрездена, щоб написати оперу, він взяв із собою з іншими співаками й Боскі. Лотті в Дрездені був керівником капелли, в якій Боскі співав до 1719 року.

1719 року Гендель здійснив поїздку до Німеччини з метою найняти певну кількість співаків для Королівської академії музики, яку він заснував з допомогою королівського двору з метою вберегти від занепаду музичне життя Лондона. Того року, коли на церемонію одруження курфюрста Ганновера зібралося багато музикантів, Гендель скористався цим заходом, щоб найняти, серед інших італійських співаків Фарінеллі Сенезіно та Джузеппе Боскі. 1720 року розпочався успішний лондонський період співака, який пов'язав своє ім'я з іменем Генделя в його основних творах. Працюючи з 1720 по 1728 рік у Королівській музичній академії Генделя в Лондоні він співав у всіх 32 операх, поставлених там за той час в «Театрі Його Величності». У його репертуарі були ролі з опер Генделя («Radamisto», «Floridante», «Giulio Cesare in Egitto», «Tamerlano», «Rodelinda», «Alessandro», «Riccardo I, ré d'Inghilterra», «Siroe, re di Persia», «Tolomeo, re d'Egitto»), Джованні Бонончіні («Astarto», «Astianatte», «Calphurnia», «Crispo»), Аттіліо Аріості («Coriolano», «Vespasiano e Artaserse» «Il Dario», «Lucio Vero», «Teuzzone») та інших італійських композиторів епохи бароко.
Через фінансові труднощі 1 червня 1728 «Театр Його Величності» був змушений припинити діяльність, і Боскі повернувся до Венеції, де в театрі «Сан Джованні Ґрізостомо» вже восени 1727 року співав у виставі «Ezio» , а в 1729 року - у «Semiramide riconosciuta» Ніколи Порпори. З цього часу відомості про життя й діяльність Боскі припиняються.

## Вокальні здібності
Джузеппе Боскі був кращим басом свого часу. Гендель поліпшив його сценічні та вокальні якості, довіривши йому трудні партії, що вимагали великих зусиль та напруження для їх виконання, але які він виконував з успіхом та майстерністю, легко допасовуючись до складного оркестрового акомпанементу.
Діапазон його голосу охоплював дві октави, від G до g′, він мав здатність підтримувати високу теситуру.
Хоча партитури класифікують його як баса, відповідно до термінології, яка застосовувалася до ХІХ століття для всіх чоловіків з низьким голосом, за сучасними мірками діапазон і теситура класифікували б його як баритона.
Боскі виступав у прем'єрних виставах п’ятнадцяти опер Генделя і лише в одній «Siroe, re di Persia» в ролі Косро, короля Персії, мав повільні ліричні арії. Більшість інших арій були аріями «люті», тобто  аріями, які зазвичай містили настрій непокори чи гніву з палкими емоціями. Більшість персонажів, які він грав, були тиранами чи лиходіями. Часто його арії виконувалися в темпі алегро, в мінорній тональності, із скрипкою, яка повторювала вокальну мелодію в техніці colla parte (коли акомпанемент інструментів ідентичний вокалу).
Джузеппе Марія Боскі був важливим співаком для Генделя, про що свідчить велика кількість ролей, які він виконував у прем'єрних виставах під час роботи в музичній академії Генделя.